# Vuelta Ciclista a Costa Rica
Die Vuelta Ciclista a Costa Rica (spanisch für Costa Rica-Rundfahrt) ist ein costa-ricanisches Straßenradrennen.
Das Etappenrennen wurde 1965 zum ersten Mal ausgetragen und findet seitdem jährlich im Dezember statt. Organisator ist die Federacion Costaricense de Ciclismo, der costa-ricanische Radsportverband. Seit 2005 zählt das Etappenrennen zur UCI America Tour und ist in die Kategorie 2.2 eingestuft. Rekordsieger ist Juan Carlos Rojas, der das Rennen sechs Mal für sich entscheiden konnte.

## Palmarès
| Jahr | Sieger                     | Zweiter                  | Dritter             |
| ---- | -------------------------- | ------------------------ | ------------------- |
| 1965 | José Luis Sánchez          | Miguel Ángel Sánchez     | José Manuel Soto    |
| 1966 | Saturnino Rustrián         |                          |                     |
| 1967 | José Manuel Soto           |                          |                     |
| 1968 | Saturnino Rustrián         | José Luis Sánchez        | Alfredo Díaz        |
| 1969 | Evaristo Fino              | Gustavo Rincón           | Danilo Buitrago     |
| 1970 | Arturo García              | Agustín Alcántara        | José Manuel Soto    |
| 1971 | José Manuel Soto           |                          |                     |
| 1972 | Samuel Herrera             | José Manuel Soto         | Pedro Acu Tura      |
| 1973 | Wilfredo Insuasti          | Norberto Cáceres         | Carlos Siachoque    |
| 1974 | Rodolfo Vitela             | Manuel Parra             | Manuel Cejas        |
| 1975 | Efraín Pulido              | Héctor Espitia           | Arturo Matamoros    |
| 1976 | Norberto Cáceres           | Plinio Casas             | Arturo Matamoros    |
| 1977 | Carlos Alvarado            | Nerio Morales            | Stevj Jefnings      |
| 1978 | Fernando Fontes            | Carlos Alvarado          | Laurence Malone     |
| 1979 | Herman Loaiza              | Fabio Parra              | Carlos Mesa         |
| 1980 | Dale Stetina               | Ramón Zavaleta           | Marco Antonio López |
| 1981 | Alexis Villalobos          | Rodrigo Montoya          | Miguel Arias        |
| 1982 | Samuel Cabrera             | Efrain Guevara Gómez     | Carlos Palacios     |
| 1983 | José Antonio Agudelo Gómez | Heriberto Urán           | Pedro Soler         |
| 1984 | Oliverio Cárdenas          | Segundo Chaparro         | Carlos Alvarado     |
| 1985 | Néstor Freddy Barrera      |                          |                     |
| 1986 | Juan de Dios Castillo      | Rigoberto Zúñiga         | Luis Ovidio Vargas  |
| 1987 | Carlos Bermúdez            | Marcos Quesada           |                     |
| 1988 | Efraín Rico                | Alexis Villalobos        | Federico Muñoz      |
| 1989 | Raúl Montero               | Carlos Bermúdez          | Andrés Brenes       |
| 1990 | Alfredo Zamora             | Andrés Brenes            | Héctor Iván Palacio |
| 1991 | Edgar Sánchez              | Hernán Patiño            | Andrés Brenes       |
| 1992 | Luis Espinosa              | Alberto Camargo          | Libardo Niño        |
| 1993 | Adrián Víquez              | Marcos Wilches           | Alfredo Zamora      |
| 1994 | Andrés Brenes              | Gustavo Wilches          | Marcos Wilches      |
| 1995 | Raúl Gómez Suárez          | Federico Ramírez         | Santiago Amador     |
| 1996 | Luis Morera                | Julio Ernesto Bernal     | José Luis Vanegas   |
| 1997 | Gregorio Ladino            | Federico Ramírez         | Johnny Ruiz         |
| 1998 | Hernán Darío Muñoz         | Víctor Niño              | Ubaldo Meza         |
| 1999 | Miguel Arroyo              | José Adrián Bonilla      | Álvaro Lozano       |
| 2000 | Federico Ramírez           | Álvaro Lozano            | Miguel Arroyo       |
| 2001 | Gregorio Ladino            | Alexis Rojas             | Julio César Rangel  |
| 2002 | Julio César Rangel         | Gregorio Ladino          | Marconi Durán       |
| 2003 | José Adrián Bonilla        | Marconi Durán            | Álvaro Sierra       |
| 2004 | Israel Ochoa               | Libardo Niño             | Paulo Vargas        |
| 2005 | Juan Carlos Rojas          | Henry Raabe              | Andrey Amador       |
| 2006 | Henry Raabe                | Juan Pablo Araya         | Juan Carlos Rojas   |
| 2007 | Henry Raabe                | Francisco Colorado       | Grégory Brenes      |
| 2008 | Grégory Brenes             | José Adrián Bonilla      | Arnold Alcolea      |
| 2009 | Janier Acevedo             | Grégory Brenes           | Julián Rodas        |
| 2010 | Juan Carlos Rojas          | Henry Raabe              | Aldo Valero         |
| 2011 | José Adrián Bonilla        | Freddy Montaña           | Juan Carlos Rojas   |
| 2012 | Óscar Sánchez              | Román Villalobos         | Fabricio Quirós     |
| 2013 | Juan Carlos Rojas          | Elías Vega               | Bryan Villalobos    |
| 2014 | Juan Carlos Rojas          | César Rojas              | Josué González      |
| 2015 | Juan Carlos Rojas          | Román Villalobos         | Josué González      |
| 2016 | César Rojas                | Juan Carlos Rojas        | Román Villalobos    |
| 2017 | Román Villalobos           | Efrén Santos             | Joseph Chavarría    |
| 2018 | Bryan Salas                | Daniel Bonilla           | Diego Cano          |
| 2019 | Daniel Bonilla             | Efrén Santos             | Luis López          |
| 2022 | Marco Suesca               | Carlos Alberto Gutiérrez | Daniel Bonilla      |
| 2023 | Juan Diego Alba            | Kevin Rivera             | Sergio Arias        |
| 2024 | Luis Daniel Oses           | Joseph Ramírez           | Alejandro Granados  |

## Vuelta de la Juventud Costa Rica
Die Vuelta de la Juventud Costa Rica ist die Landesrundfahrt für Nachwuchsfahrer. Folgende Fahrer konnten das Rennen bisher gewinnen:
- 2013  Elias Vega
- 2012  Pablo Mudarra
- 2011  Roman Villalobos
- 2010  Allan Morales
- 2009  Grégory Brenes
- 2008  Grégory Brenes
- 2007  Grégory Brenes